# Alexei Nikolajewitsch Mironow
Alexei Nikolajewitsch Mironow (russisch Алексей Николаевич Миронов; * 25. März 1977) ist ein früherer russischer Crosslauf-Sommerbiathlet.
Alexei Mironow hatte sein bestes Karrierejahr 2004. Bei den Sommerbiathlon-Weltmeisterschaften 2004 in Osrblie wurde er zunächst Sechster im Sprint. Im darauf basierenden Verfolgungsrennen gewann er hinter Zdeněk Vítek und Sergei Balandin ebenso wie hinter Pavol Hurajt und Timur Nurmejew im Massenstartrennen die Bronzemedaille. Mit Nurmejew, Alexei Tscheparew und Balandin wurde er zudem Vizeweltmeister im Staffelrennen. Ähnliche Erfolge erreichte er auch bei den ersten Sommerbiathlon-Europameisterschaften 2004 in Clausthal-Zellerfeld. Hinter Tscheparew gewann er im Sprint die Silbermedaille, verwies diesen im Verfolgungsrennen jedoch auf den zweiten Rang und wurde Europameister. Auch mit der Staffel wurde er an der Seite von Oksana Neupokojewa, Ljubow Jermolajewa und Tscheparew Europameister im Rennen mit der Mixed-Staffel. War er im WM-Rennen noch Startläufer, wurde er im EM-Mixed als Schlussläufer eingesetzt. Danach konnte er international nicht mehr an diese Erfolge anknüpfen.